# Grand Prix moto de Thaïlande 2019
 (octobre 2019).
Si vous disposez d'ouvrages ou d'articles de référence ou si vous connaissez des sites web de qualité traitant du thème abordé ici, merci de compléter l'article en donnant les références utiles à sa vérifiabilité et en les liant à la section « Notes et références ».
Le Grand Prix moto de Thaïlande 2019 est la 15e manche du championnat du monde de vitesse moto 2019.
Cette 2e édition du Grand Prix moto de Thaïlande s'est déroulée du 4 au 6 octobre sur le circuit international de Buriram.

## Classement des MotoGP
| Pos              | Num | Pilote            | Moto    | Tours | Temps/Écart     | Grille | Points |
| ---------------- | --- | ----------------- | ------- | ----- | --------------- | ------ | ------ |
| 1                | 93  | Marc Márquez      | Honda   | 26    | 39 min 36 s 223 | 3      | 25     |
| 2                | 20  | Fabio Quartararo  | Yamaha  | 26    | +0 s 171        | 1      | 20     |
| 3                | 12  | Maverick Viñales  | Yamaha  | 26    | +1 s 380        | 2      | 16     |
| 4                | 04  | Andrea Dovizioso  | Ducati  | 26    | +11 s 218       | 7      | 13     |
| 5                | 42  | Alex Rins         | Suzuki  | 26    | +11 s 449       | 10     | 11     |
| 6                | 21  | Franco Morbidelli | Yamaha  | 26    | +14 s 466       | 4      | 10     |
| 7                | 36  | Joan Mir          | Suzuki  | 26    | +18 s 729       | 8      | 9      |
| 8                | 46  | Valentino Rossi   | Yamaha  | 26    | +19 s 162       | 9      | 8      |
| 9                | 9   | Danilo Petrucci   | Ducati  | 26    | +23 s 425       | 5      | 7      |
| 10               | 30  | Takaaki Nakagami  | Honda   | 26    | +29 s 423       | 14     | 6      |
| 11               | 63  | Francesco Bagnaia | Ducati  | 26    | +30 s 103       | 15     | 5      |
| 12               | 35  | Cal Crutchlow     | Honda   | 26    | +33 s 216       | 13     | 4      |
| 13               | 44  | Pol Espargaró     | KTM     | 26    | +35 s 667       | 11     | 3      |
| 14               | 43  | Jack Miller       | Ducati  | 26    | +39 s 736       | 6      | 2      |
| 15               | 29  | Andrea Iannone    | Aprilia | 26    | +40 s 038       | 16     | 1      |
| 16               | 88  | Miguel Oliveira   | KTM     | 26    | +40 s 136       | 17     |        |
| 17               | 53  | Tito Rabat        | Ducati  | 26    | +44 s 589       | 18     |        |
| 18               | 99  | Jorge Lorenzo     | Honda   | 26    | +54 s 723       | 19     |        |
| 19               | 17  | Karel Abraham     | Ducati  | 26    | +56 s 012       | 20     |        |
| 20               | 55  | Hafizh Syahrin    | KTM     | 26    | +1 min 01 s 431 | 22     |        |
| Ab.              | 41  | Aleix Espargaro   | Aprilia | 17    | Mécanique       | 12     |        |
| Ab.              | 82  | Mika Kallio       | KTM     | 3     | Accident        | 21     |        |
| Rapport Officiel |     |                   |         |       |                 |        |        |